# 帕夫洛·里亚比金
帕夫洛·鮑里索维奇·里亚比金（羅馬化：Pavlo Borysovych Riabikin；1965年6月6日—）烏克蘭政治人物、外交官、律师。现任乌克兰驻华大使。

## 简历
里亚比金毕业于基辅大学法学专业，获得国际律师與德文翻译指导資格。
2000年至2005年，里亚比金被选为乌克兰人民代表，在乌克兰最高拉达法律政策委员会工作，自2002年起担任乌克兰最高拉达经济立法委员会经济问题小组委员会主席。
2005年7月至2006年8月任乌克兰基礎設施部副部長。
2006年9月至2009年7月、2010年6月至2012年11月、2015年10月至2017年3月，任康养中心“绿港”副主任、港务长。
2009年8月至2010年6月，里亚比金擔任乌克兰驻丹麦大使，外交衔级為二级特命全权大使。
2012年，里亚比金被選舉為最高拉達議員。2012年12月至2014年11月，在乌克兰最高拉达交通通讯委员会工作。
2014年7月至2015年9月任基輔市國家行政管理局副首长。
2017年3月至2020年11月，担任鲍里斯波尔国际机场首席执行官。
2020年11月至2021年11月，任乌克兰国家海关总署署长。
2019年7月21日，里亚比金第三次被選為烏克蘭人民代表。
2021年11月4日，里亚比金被任命为乌克兰战略产业部部长 。议会于2023年3月20日解除了他的职务。
2023年4月26日，中国国家主席習近平與烏克蘭總統弗拉基米爾·澤連斯基通電話。同日，澤連斯基任命里亚比金为新任乌克兰驻华大使。
2023年6月14日，里比亚金抵达中国就任，并于同月20日向中国外交部礼宾司司长洪磊递交国书副本，2024年1月30日向中国国家主席习近平递交国书。

## 延伸閱讀
- 什米加尔政府（英语：Shmyhal Government）